# Человек-зверь (фильм, 1917)
«Человек-зверь» (1917) — художественный немой фильм Чеслава Сабинского. Вышел на экраны 31 декабря 1917 года.

## Сюжет
По одноимённому роману Эмиля Золя.
Рубо узнает, что его жена Северина до брака подвергалась домогательствам со стороны богатого воспитателя. Он решает отомстить ему и совершает убийство. Северина получает наследство убитого опекуна.
Машинист локомотива Жак Лантье становится свидетелем убийства. Он влюбляется в Северину, они сближаются друг с другом. Крестьянская девушка, влюблённая в Жака Лантье, мстит за отвергнутые чувства Жаку и Северине. В конце фильма погибают все четверо.

## В ролях
| Актёр         | Роль         |
| ------------- | ------------ |
| Вера Холодная | Северина     |
| Иван Худолеев | Рубо, её муж |
| Осип Рунич    | Жак Лантье   |

## Критика
Рецензент «Кино-бюллетеня» высказывал ряд претензии по существу постановки картины, в том числе по поводу отрывочности инсценировки и несоблюдению примет французской среды.
В книге о Вере Холодной утверждается: «Фильм мог бы стать удачным, но… Не стал таковым. Возможно, из-за того, что публика предпочитала красивые костюмные драмы из жизни высшего света грубым страстям французских железнодорожников».